# Oflag XIII D Hammelburg
Oflag XIII D Hammelburg – niemiecki obóz jeniecki przeznaczony dla oficerów Armii Czerwonej podczas II wojny światowej.
Obóz został utworzony w lipcu 1941. Początkowo nazwano go Oflag 62, zaś we wrześniu tego roku przemianowano na Oflag XIII D. Mieścił się na obszarze poligonu wojskowego Hammelburg na północ od Würzburga w Bawarii. W zamkniętej strefie obozu znajdowało się kilkanaście 2-piętrowych ceglanych budynków. W późniejszym okresie dobudowano drewniane baraki. Oprócz tego – jak w pozostałych obozach – były łaźnie, latryny i pralnia. Raz w tygodniu dojeżdżali fryzjerzy. Pierwszych 1200 jeńców przybyło 23–24 lipca 1941. Ich liczba szybko rosła: 10 sierpnia wzrosła do 4753 osób, zaś do 1 grudnia do 5140 osób. Późną jesienią 1941 wśród jeńców wybuchła epidemia tyfusu. Ze względu na nałożenie kwarantanny kolejni jeńcy zaczęli przyjeżdżać dopiero od kwietnia 1942.
Ogółem w obozie zostało zamkniętych ponad 18 tysięcy jeńców. Po przybyciu każdy czerwonoarmista podlegał rejestracji. Zarząd obozu zakładał tzw. karty osobowe zawierające podstawowe dane, służbę wojskową w Armii Czerwonej i informacje o wzięciu do niewoli. Po drugiej stronie istniało miejsce na zapiski o przesłaniu do innego obozu, przynależności do komandy roboczej, chorobach i karach dyscyplinarnych. Od połowy sierpnia 1941 w obozie pracowała grupa oficerów Gestapo z Norymbergi w celu rozpracowywania i aresztowania komisarzy politycznych (politruków), bolszewików i Żydów. Do lata 1942 do obozu koncentracyjnego w Dachau przekazanych zostało około 1100 oficerów, gdzie zostali oni zamordowani. W tym czasie wszystkich oficerów od podporucznika do pułkownika, którzy mieli cywilne zawody, zaczęto kierować do pracy do okolicznych zakładów przemysłowych. Wielu z nich trafiło do zakładów firmy Messerschmitt w Ratyzbonie.
W oflagu organizowana była działalność kolaboracyjna części jeńców sowieckich. Niemcy zebrali grupę wyższych wojskowych, nazwaną Gabinetem Wojskowo-Historycznym, którzy spisywali szlak bojowy i strukturę organizacyjną macierzystych oddziałów i jednostek wojskowych Armii Czerwonej. Od września 1941 z inicjatywy Abwehry na terenie obozu istniała efemeryczna Rosyjska Robotnicza Partia Ludowa, prowadząca werbunek do kolaboracyjnych oddziałów wojskowych w służbie niemieckiej. Latem 1942 zostało powołane Polityczne Centrum Walki z Bolszewizmem na czele z kombrygiem Iwanem Biessonowem, prowadzące antysowiecką działalność propagandową. Ponadto opracowano plany tzw. desantu na Gułag, czyli dywersyjnego ataku sił niemieckich i kolaboranckich na głębokie tyły ZSRR.
W grudniu 1944 obóz ponownie przemianowano, tym razem na Oflag 73. Jeńców radzieckich przeniesiono do innych obozów, zaś w końcowym okresie wojny przebywali w nim wojskowi z podbitych krajów Europy Środkowo-Wschodniej i Południowej. Oflag został wyzwolony 16 kwietnia 1945 przez specjalnie wydzielony oddział US Army, który zastał jedynie grupę jeńców serbskich i zestrzelonych lotników amerykańskich.